# Main Tower
De Main Tower is een wolkenkrabber in Frankfurt am Main, Duitsland. Het gebouw is 200 meter hoog (inclusief de zendmast 240 meter) en heeft vijf verdiepingen ondergronds en 56 boven de grond. Het telt ook twee uitkijktorens. 
De Main Tower is gebouwd tussen 1996 en 1999. In de toren zijn onder andere de Landesbank, Thuringia en de televisiestudio van de Hessischer Rundfunk gevestigd. Tijdens het weerbericht staat de weerman van het televisiestation op de top van het gebouw.